# Большемеминское сельское поселение
Большемеминское се́льское поселе́ние — муниципальное образование в Верхнеуслонском районе Татарстана Российской Федерации.
Административный центр — село Большие Меми.

## История
Статус и границы сельского поселения установлены Законом Республики Татарстан от 31 января 2005 года № 19-ЗРТ «Об установлении границ территорий и статусе муниципального образования "Верхнеуслонский муниципальный район" и муниципальных образований в его составе».

## Население
| 2010 | 2011 | 2012 | 2013 | 2014 | 2015 | 2016 |
| ---- | ---- | ---- | ---- | ---- | ---- | ---- |
| 348  | ↘347 | ↘336 | ↘326 | ↘314 | ↘307 | ↗310 |
| 2017 | 2018 |      |      |      |      |      |
| ↘295 | ↘294 |      |      |      |      |      |

## Состав сельского поселения
| № | Населённый пункт | Тип населённого пункта       | Население |
| - | ---------------- | ---------------------------- | --------- |
| 1 | Большие Меми     | село, административный центр |           |
| 2 | Заборная Поляна  | деревня                      |           |
| 3 | Ивановское       | посёлок                      |           |